# 皿形长逍遥蛛
皿形长逍遥蛛（学名：Tibellus pateli）为逍遥蛛科长逍遥蛛属的动物。分布于印度以及中国大陆的西藏等地，主要生活于草丛。该物种的模式产地在印度。